# Dawid Kubiak
Dawid Kubiak (né le 4 mai 1987) est un cavalier polonais de saut d'obstacles

## Biographie
C'est son père qui a eu l'influence la plus importante sur sa carrière de cavalier professionnel.
En dehors de l'équitation, il joue aux jeux vidéos est est un supporter de l'équipe de football AS Roma. Il admire particulièrement le footballeur italien Francesco Totti, en plus du cavalier allemand Marcus Ehning.
En 2024, il a encore très peu d'expérience au plus haut niveau des compétitions équestres, participant à son premier concours de l'année à 1,60 m mi-juin, avec un score final de douze points.

## Palmarès
Il a participé à la finale de la Coupe du monde de saut d'obstacles de 2017 à Omaha.
Il est sélectionné en tant que réserviste de l'équipe polonaise de saut d'obstacles, avec son cheval Flash Blue B., pour participer aux Jeux olympiques d'été de 2024 à Paris,.
Il fait tomber deux barres et termine donc les épreuves à la 53e place, à huit points de pénalité, avec un temps de 78,63 secondes.